# George Jacob Koovakad
George Jacob Koovakad (Chethippuzha, 1973. augusztus 11. –) indiai szír-malabár katolikus pap, a Vallásközi Párbeszéd Dikasztériuma prefektusa, bíboros. Korábban az Államtitkárság tisztviselője, aki Ferenc pápa tengerentúli útjainak szervezéséért volt felelős. 2006 és 2020 között a Szentszék diplomáciai szolgálatában dolgozva több országban teljesített megbízatásokat.

## Életrajz
George Koovakad 1973. augusztus 11-én született a keralai Changanacherry településhez tartozó Chethipuzha városrészben.
1994-ben szerzett középfokú és alapdiplomát kémia szakon az SB College-ban, Changanasseryben, ahol egyben a főiskolai Katolikus Diákmozgalmának elnöke is volt. 2004-ben szerzett licenciátust, a Kurichy-i Szent Tamás Kisszemináriumban és az Aluva-i Szent József Pápai Szemináriumban tanult. Joseph Powathil érsek 2004. július 24-én szentelte a Changanacherry-i főegyházmegye papjává. Egy ideig a Changanacherry-i Parel-i Szent Mária-templom segédlelkészeként szolgált.
Rómába költözött, és 2006-ban a Szent Kereszt Pápai Egyetemen kánonjogból doktorált „A világi klerikusok szegénységre kötelezése az egyházi törvénykönyvekben” című disszertációjával.
A Pápai Egyházi Akadémia előkészítő programjának elvégzése után 2006-ban csatlakozott a Szentszék diplomáciai szolgálatához. Az algériai nunciatúrán dolgozott, majd 2009 és 2012 között a dél-koreai, 2012 és 2014 között az iráni nunciatúra titkáraként, 2014 és 2018 között a Costa Rica-i, 2018 és 2020 között pedig a venezuelai nunciatúra tanácsosaként. 2014. október 1-jén Őszentsége káplánja címet, 2019. december 13-án pedig Őszentsége tiszteletbeli prelátusa címet kapott.
2020 júliusában csatlakozott az Államtitkárság munkatársaihoz, a pápai utak szervezésében dolgozott, amikor Ferenc pápa 2021. szeptember 21-én Budapestre repülve elbúcsúzott elődjétől, és bejelentette, hogy ő lesz az utazások „igazgatója.” 2021 óta több pápai utat szervezett, többek között Kanadába, a Kongói Demokratikus Köztársaságba és Dél-Szudánba, valamint egy hosszabb utat Indonéziába, Pápua Új-Guineába, Kelet-Timorba és Szingapúrba.
2024-ben Indiába látogatott, hogy nagyheti istentiszteleteket vezessen családja szülőegyházközségében, a Lourde Matha plébánián.
2024. október 6-án Ferenc pápa bejelentette, hogy december 8-án bíborossá kívánja kreálni Koovakadot, ezt az időpontot később december 7-re módosították. Egyes források szerint a Szentszéknél marad a jelenlegi posztján. Fr. Antony Vadakkekara, a szír-malabár katolikus egyház szóvivője azt mondta: „Nagy megtiszteltetés a szír-malabár egyház számára, hogy egyik fiát közvetlenül bíborossá emelik, ami első Indiában.” Koovakad bíborossá kreálása előtt csak a szír-malabár egyház nagyérsekét avatták bíborossá.
Ferenc pápa 2024. október 25-én kinevezte Koovakadot Nisibis dei Caldei címzetes érsekévé. Koovakadot 2024. november 24-én szentelte püspökké a Changanassery székesegyházban Raffael Thattil nagyérsek.
Ferenc pápa a 2024. december 7-i konzisztóriumon bíborossá kreálta bíboros-diakónusi rangban és címtemplomául a Sant'Antonio di Padova a Circonvallazione Appia-templomot jelölte ki.
A latin rítusú új bíborosoknak adott vörös birétum helyett Ferenc pápa egy fekete-piros shasht helyezett Koovakad fejére. A shash-t más kelet-szír hagyományú egyházak, például a káld katolikus egyház is általánosan használja.
2025. január 11-én a Keleti Egyházak Dikasztériuma tagjává nevezték ki. 2025. január 24-én Ferenc pápa kinevezte a Vallásközi Párbeszéd Dikasztériuma prefektusává.